# Kazuo Kitai
Kazuo Kitai (jap. 北井 一夫, Kitai Kazuo; geboren 1944 in Anshan (Liaoning), China) ist ein japanischer Fotograf.

## Leben
Kazuo Kitai fotografierte in den 1960er Jahren den Studentenprotest in den japanischen Städten. Später dokumentierte er den radikalen sozialökonomischen Wandel der japanischen Agrarwirtschaft. 1975 erhielt er den Fotografenpreis Kimura Ihei Shashin-shō.

## Ausstellungen (Auswahl)
- Students, Workers, Villagers 1964–1978, in: MIYAKO YOSHINAGA art prospects, New York City, 2015[2]